# 塔罗糖
塔罗糖（Talose）是一種己醛糖。可溶於水，微溶於醇類，存在於某些植物和細菌中，可由葡萄糖或甘露糖經化學反應製備。用於土壤細菌毒性基因的表達控制研究。